# Wojciech Głuchowski
Wojciech Głuchowski (ur. 1 lutego 1959) – polski lekkoatleta specjalizujący się w skoku o tyczce, medalista mistrzostw Polski.

## Życiorys
Był zawodnikiem Floty Gdynia, Lechii Gdańsk i AZS Gdańsk.
Na mistrzostwach Polski seniorów wywalczył jeden medal: brązowy w skoku o tyczce w 1980.
Rekord życiowy w skoku o tyczce: 5,30 (26.06.1981).